# Alexandre Melnikov
Pour les articles homonymes, voir Melnikov.
Alexandre Melnikov (en russe : Александр Маркович Мельников, Aleksandr Markovitch Melnikov) est un pianiste russe né à Moscou le 1er février 1973. Il commence ses études de musique à l'École centrale de musique de Moscou et les achève au Conservatoire Tchaïkovski de Moscou dans la classe de Lev Naoumov, où il obtient son Prix en 1997. Il a connu le pianiste Sviatoslav Richter qui l'invitait régulièrement aux Nuits de décembre de Moscou et au festival de La Grange de Meslay. Richter considérait d'ailleurs Melnikov comme un « talent de tout premier plan » et il eut une influence importante sur "son protégé". Par ailleurs, certains considèrent le jeu de Melnikov, « instrumentiste de premier plan », comme du post-Richter pour « la clarté et la hauteur de vue ». 

## Carrière
Alexandre Melnikov a déjà joué avec l'Orchestre national de Russie, le Tokyo Philharmonic (dirigé par Mikhaïl Pletnev), le Gewandhaus de Leipzig et l'Orchestre de Philadelphie (dirigé par Charles Dutoit), les Orchestres philharmoniques de Rotterdam (dirigé par Valeri Guerguiev) et de Saint-Pétersbourg, l'Orchestre royal du Concertgebouw d'Amsterdam, le BBC Symphony Orchestra, le BBC Philharmonic, le Philharmonique de Prague (dirigé par Jiří Bělohlávek)...
Si Alexandre Melnikov se produit régulièrement en récital dans les grandes salles et dans les festivals internationaux, il se produit également en musique de chambre avec les violonistes Vadim Repine, Viktor Tretiakov et Isabelle Faust, avec laquelle il forme un duo ayant plusieurs disques à son actif ; les violoncellistes Natalia Gutman, Jean-Guihen Queyras et Alexandre Roudine ; le Quatuor Borodine, ou avec d'autres pianistes comme Andreas Staier, Boris Berezovsky et Alexeï Lioubimov. 
En 2006 paraît son premier disque chez Harmonia Mundi consacré à Scriabine, en 2008 celui des Études-tableaux de Rachmaninov. Il signe en 2009 avec Isabelle Faust une intégrale des Sonates pour violon et piano de Beethoven puis en 2010 l'intégrale des Préludes et fugues de Chostakovitch acclamée par la critique ; plus récemment, il a gravé avec le Mahler Chamber Orchestra dirigé par Teodor Currentzis les deux concertos pour piano de Chostakovitch et sa Sonate pour violon et piano avec Isabelle Faust.
Mais c'est plus récemment qu'est sorti en janvier 2013  un disque consacré à Carl Maria von Weber, avec les Six sonates progressives pour le Piano-forte avec Violon obligé, composées et dédiées aux amateurs op. 10 et le Quatuor pour violon, alto et violoncelle et pianoforte op. 8.

## Enseignement
Depuis 2002, Alexandre Melnikov enseigne au Royal Northern College of Music de Manchester.

## Prix et distinctions

### Prix
Les préludes et fugues de Chostakovitch parus en 2010 chez harmonia mundi ont remporté :
- le BBC Music Magazine Award 2011
- le Choc de Classica 2010
- le Prix annuel de la critique discographique allemande

### Distinctions
En 2011, le BBC Music Magazine a qualifié l'enregistrement des préludes et fugues de Chostakovitch comme l’un des 50 enregistrements les plus importants de tous les temps.

## Discographie

### Chez Harmonia Mundi
Sa discographie est également disponible sur le site d'Harmonia Mundi.
- Béla Bartók : Sonate pour violon et piano n°1 Sz. 75 ; Ludwig van Beethoven : Concerto pour violon en ré majeur op. 61 ; Bohuslav Martinů : Concerto pour violon n° 2 H. 293 ; Franz Schubert : Sonate en la majeur op. post. 162, D. 574.
- Ludwig van Beethoven : Concerto pour violon, Sonate pour violon et piano n° 9 "A Kreutzer". Avec la violoniste Isabelle Faust et le Philharmonique de Prague dirigé par Jiří Bělohlávek.
- Ludwig van Beethoven : Intégrale des 10 sonates pour piano et violon. Avec la violoniste Isabelle Faust.
- Johannes Brahms : Sonates pour piano n°1 et 2 ; Scherzo op. 4. Les œuvres sont exécutées sur un Bösendorfer de 1875.
- Johannes Brahms : Trio pour cor, violon et piano op. 40, Sonate pour violon et piano op. 78, Sept Fantaisies op. 116. Avec Isabelle Faust (violon) et Teunis van der Zwart (cor).
- Dmitri Chostakovitch : 24 Préludes et Fugues op. 87, inclus une interview d'Alexandre Melnikov et Andreas Staier (DVD) de 20 minutes environ. Shostakovich The Preludes & Fugues.
- Dmitri Chostakovitch : Concertos pour piano n°1 op. 35 et n° 2 op. 102 ; Sonate pour violon et piano op. 134. Avec Isabelle Faust (violon), Jeroen Berwaerts (trompettiste) et le Mahler Chamber Orchestra dirigé par Teodor Currentzis.
- Antonín Dvořák : Concerto pour violon ; trio op. 65. Avec Isabelle Faust (violon), Jean-Guihen Queyras (violoncelle) et le Philharmonique de Prague dirigé par Jiří Bělohlávek.
- Antonín Dvořák : Concerto pour violoncelle ; trio "Dumky" op. 90. Avec Isabelle Faust (violon), Jean-Guihen Queyras (violoncelle) et le Philharmonique de Prague dirigé par Jiří Bělohlávek.
- Sergueï Rachmaninov : Études-Tableaux op. 39, Variations Corelli op. 42, Six poèmes op. 38. Avec Elena Brilova (soprano) pour les six poèmes.
- Franz Schubert : Sonate D. 574, Rondo op. 70, Fantaisie D. 934. Avec la violoniste Isabelle Faust.
- Robert Schumann : Quatuor avec piano op. 47, Quintette avec piano op. 44. Avec le quatuor de Jérusalem.
- Alexandre Scriabine : Prélude Op. 11 n°4 ; Sonate-Fantaisie (n°2) Op. 19 ; Deux Poèmes Op. 32 ; Fantaisie Op. 28 ; Feuille D'album Op. 45 n° 1 ; Deux Morceaux Op.57 ; Sonate n°3 Op. 23 ; Cinq Préludes Op. 74 ; Ironies Op. 56 n°2 ; Sonate n°9 Op. 68 "Messe Noire" ; Mazurka Op. 24 n°3.
- Carl Maria von Weber : Six sonates progressives pour le Piano-forté avec Violon obligé, composées et dédiées aux amateurs op. 10 ; Quatuor pour violon, alto et violoncelle et pianoforte op. 8. Avec Isabelle Faust au violon, Boris Faust à l'alto et Wolfgang Emanuel Schmidt au violoncelle.

### Pour d'autres labels
- Récital : Sonates de Wolfgang Amadeus Mozart en do mineur K. 457, Franz Schubert op. 120 D. 664 et Frédéric Chopin n°3 op. 58. Chez Pavane Records, ADW 7251, enregistrement de 1991.
- Musique de chambre : œuvres pour piano et violoncelle. Sergeï Prokofiev : Sonate pour violoncelle et piano en do majeur, op. 119 ; Igor Stravinsky : Suite Italienne pour violoncelle et piano (d'après Pulcinella, transcrit par Gregor Piatigorsky) ; Dmitri Chostakovitch : Sonate pour violoncelle et piano en ré mineur, op. 40. Avec le violoncelliste Leonid Gorokhov. Supraphon, SU 3243, enregistrement de 1996.

### À venir
Alexandre Melnikov a pour projet[Quand ?] d'enregistrer :
- Les Trios pour piano de Ludwig van Beethoven avec la violoniste Isabelle Faust et le violoncelliste Jean-Guihen Queyras ;
- Les Sonates de Sergueï Prokofiev[8].

## Anecdote
Dans ses carnets de musicien, le pianiste Sviatoslav Richter remplace le nom de Melnikov par Valentinov. Le biographe, Bruno Monsaingeon, nous explique que Richter ne supportait pas le nom "Melnikov" et qu'il avait déjà demandé au musicien d'en changer ; Alexandre Melnikov ayant déjà acquis une renommée internationale avec ce nom-là, il refusa de céder aux exigences de Richter.